# Under Armour
Under Armour, Inc. es una empresa estadounidense de ropa y accesorios deportivos. La compañía vende ropa deportiva y de vestimenta informal. Under Armour empezó ofreciendo calzado en 2006. La sede principal de Under Armour está ubicada en Baltimore, Maryland. Su sede europea está en el estadio olímpico en Ámsterdam; existen oficinas adicionales en Denver, Colorado; Hong Kong y Guangzhou, Yakarta, Panamá y Toronto.

## Historia

### El Principio

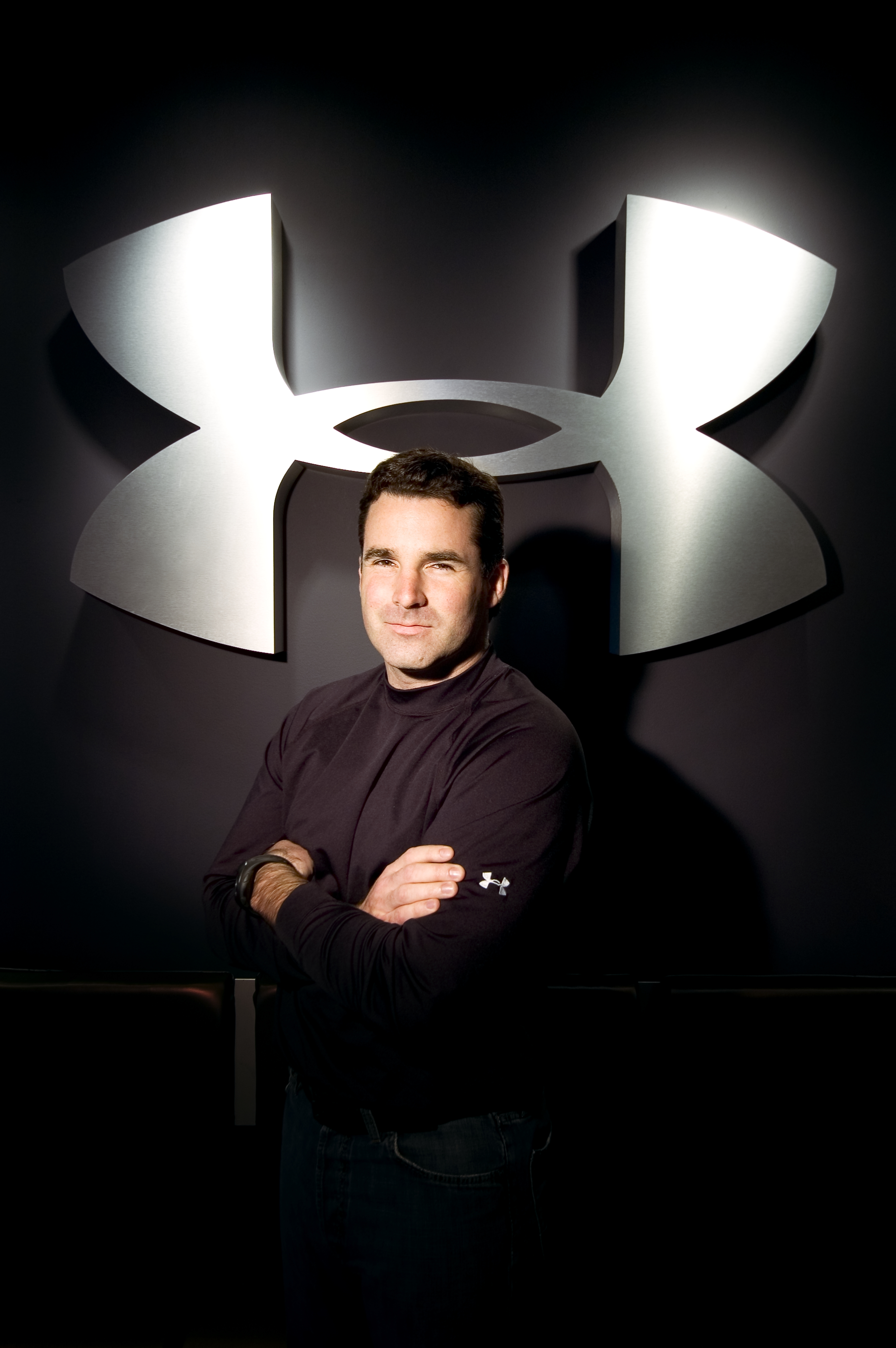
Kevin Plank, fundador de Under Armour.

Kevin Plank fue el fundador de la empresa. Del sótano de casa de su abuela, Plank se trasladó a Baltimore, Maryland. Después de unos movimientos en la ciudad colocó su primera sede en Tide Point.
Como deportista en la Universidad de Maryland, Plank se cansó de tener que cambiar sus camisas empapadas de sudor bajo su jersey; sin embargo, se dio cuenta de que sus pantalones cortos de compresión desgastados permanecían secos durante el entrenamiento. Esto lo inspiró para crear una camiseta que absorbiera la humedad a partir de tela sintética. Después de graduarse de la Universidad de Maryland, Plank desarrolló su primer prototipo, Under Armour fue fundada en 1996 por Kevin Plank, a sus 23 años, después de ser capitán de los equipos especiales del fútbol americano de la Universidad de Maryland. Plank empezó el negocio desde el sótano de la casa de su abuela en Washington D. C.. Pasó bastante tiempo viajando de arriba abajo en la costa este, con nada más que la ropa en el maletero de su coche. Su primera venta a equipos fue a finales de 1996 con una de playera, la cual entregó a sus compañeros de equipo de Maryland y amigos que habían ido a jugar a la NFL. Plank inmediatamente perfeccionó el diseño, creando una nueva camiseta hecha de microfibra, que absorbía la humedad y mantenía a los deportistas secos, ligeros y con estilo. Las principales marcas de la competencia incluyendo a Nike, Adidas y Reebok seguirían prontamente los pasos de Plank con su propia versión de absorción de humedad de la ropa.
La gente empezó a conocer la marca cuando en la portada del USA Today apareció al "quarterback" de los Oakland Raiders Jeff George, vistiendo un cuello de tortuga Under Armour. Después de esa portada, la primera gran venta de Under Armour vino cuando un administrador del equipo de Georgia Tech le pidió a Plank 10 playeras. Este negocio le abrió las puertas para un contrato con los equipos Arizona State University, North Carolina State y otros equipos de primera división de fútbol americano. Con comentarios positivos de jugadores, se empezaron a incrementar los pedidos y la fama se extendió. Ese mismo año, Under Armour arrancó con varias líneas nuevas de ropa, incluyendo ColdGear, TurfGear, AllseasonGear, y StreetGear y otros "gear". Para finales de 1996, Under Armour había vendido 500 playeras HeatGear, generando 17.000 dólares. En 1997, Plank obtuvo 100 000 dólares en pedidos para adquirir una fábrica en Ohio, para hacer las playeras.

### Crecimiento acelerado
Under Armour tuvo su primer gran éxito en 1999 cuando Warner Brothers contactó a Under Armour para hacer el vestuario de sus próximas dos películas, de Oliver Stone Any Given Sunday y Los Sustitutos. En la película Any Given Sunday, Willie Beamen, interpretado por Jamie Foxx, vistió una prenda de Under Armour. Aprovechando el pago de Any Given Sunday, Plank compró un anuncio en la revist ESPN . Este anuncio generó cerca de 750 000 dólares en ventas, y 9 años después de empezar la empresa, Plank finalmente se colocó en la nómina de sueldos. [cita requerida]

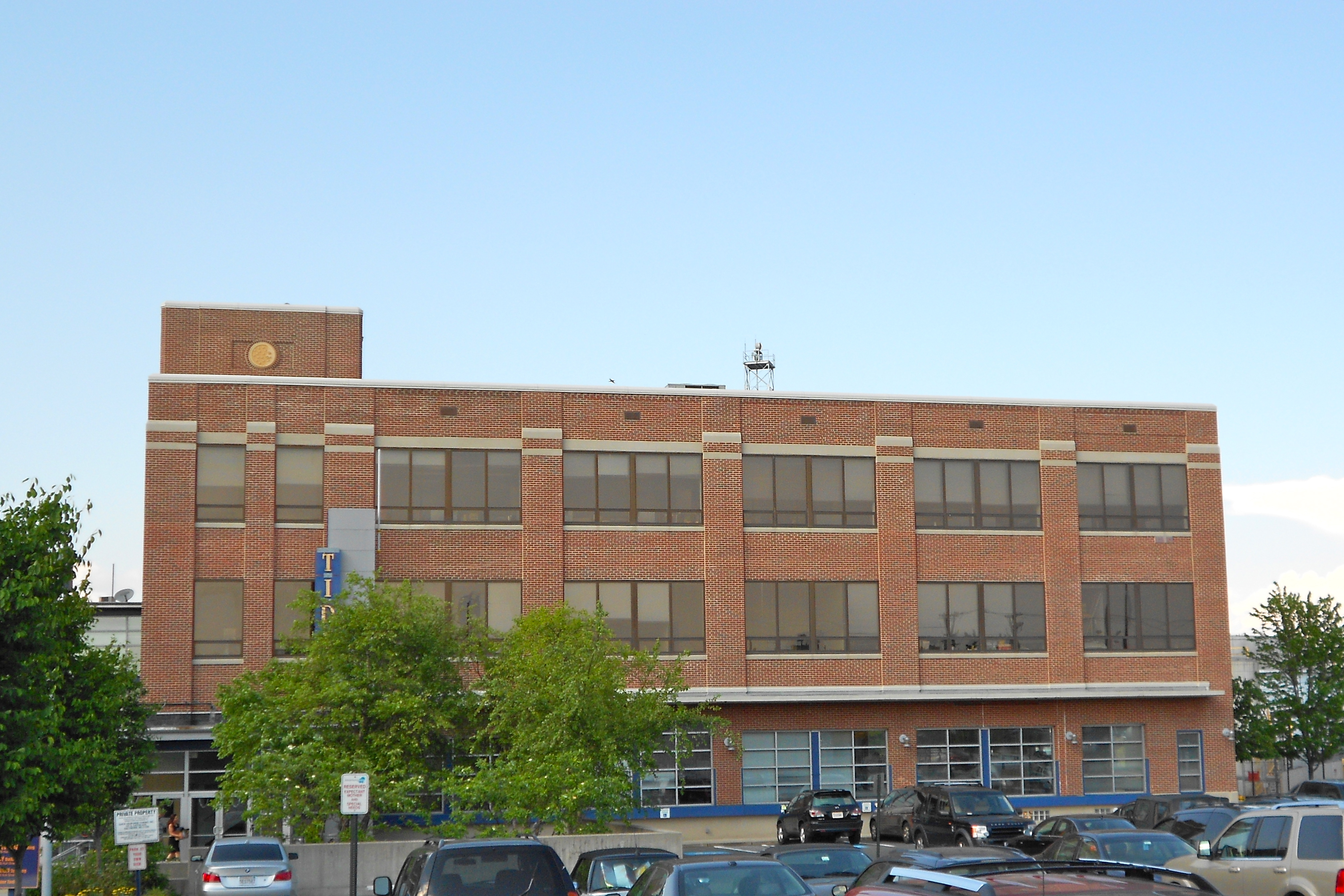
Parte de la sede principal de Under Armour en Locust Point, Maryland

El siguiente año, Under Armour se convirtió en el proveedor de la nueva liga de fútbol americano XFL, ganando aún más atención durante el debut de la liga en televisión nacional. En 2003, la compañía puso en marcha su primer comercial de televisión, que se centró en su lema, "Protege esta casa." A finales de 2007, Under Armour abrió su primera línea-completa, precio-completo con su punto de venta en la plaza Westfield Annapolis en Annápolis, Maryland.

### Al día de hoy - gran expansión a otros deportes
Under Armour actualmente patrocina a la NFL Combine con una colección de vestimenta usada por deportistas. También se han abierto varias tiendas y fábricas especiales ubicadas en Canadá, China, y otros 39 estados, incluyendo la apertura de su primer Brand House en Baltimore en 2013 y la segunda en Tyson's Corner, VA.
Under Armour incluso ha abierto su primera tienda propia fuera de Estados Unidos, que se encuentra en Edimburgo, Escocia y es dirigida por First XV, la tienda de rugby de al lado. En 2009, El salón de la fama de béisbol Cal Ripken Jr. formó una alianza por debajo de la liga que podría tener significante presencia en varios lugares y eventos auspiciados por Ripken Baseball, aparte de proveer uniformes para la liga menor Aberdeen IronBirds y equipos juveniles participantes en el Cal Ripken World Series.
La empresa es reconocida como el mayor patrocinador comercial del programa de TV Duck Dynasty, ha llamado la atención por ser pie de apoyo del show "patriarch" de Phil Robertson.
Under Armour dio los trajes para vestir a los patinadores en las Olimpiadas de Invierno 2014.  Los patinadores de Estados Unidos estaban perdiendo cuando vestían los nuevos trajes para correr Mach 39, pero cuando regresaron al modelo antiguo de trajes, continuaron perdiendo los patinadores. Aunque no parecía haber ninguna falla de diseño en el traje, eso causó los bajos resultados, la noticia de los trajes provocó que Under Armour cayera 2,38%.
El día 21 de enero de 2014, fue anunciado que la universidad de Notre Dame y Under Armour habían llegado a términos para proveer equipamiento deportivo y uniformes a la universidad. Este negocio de 10 años ha sido el más largo de este tipo en la historia de los equipos colegiales y será a partir del 1.º de julio de 2014.

## Productos

### Productos de inicio

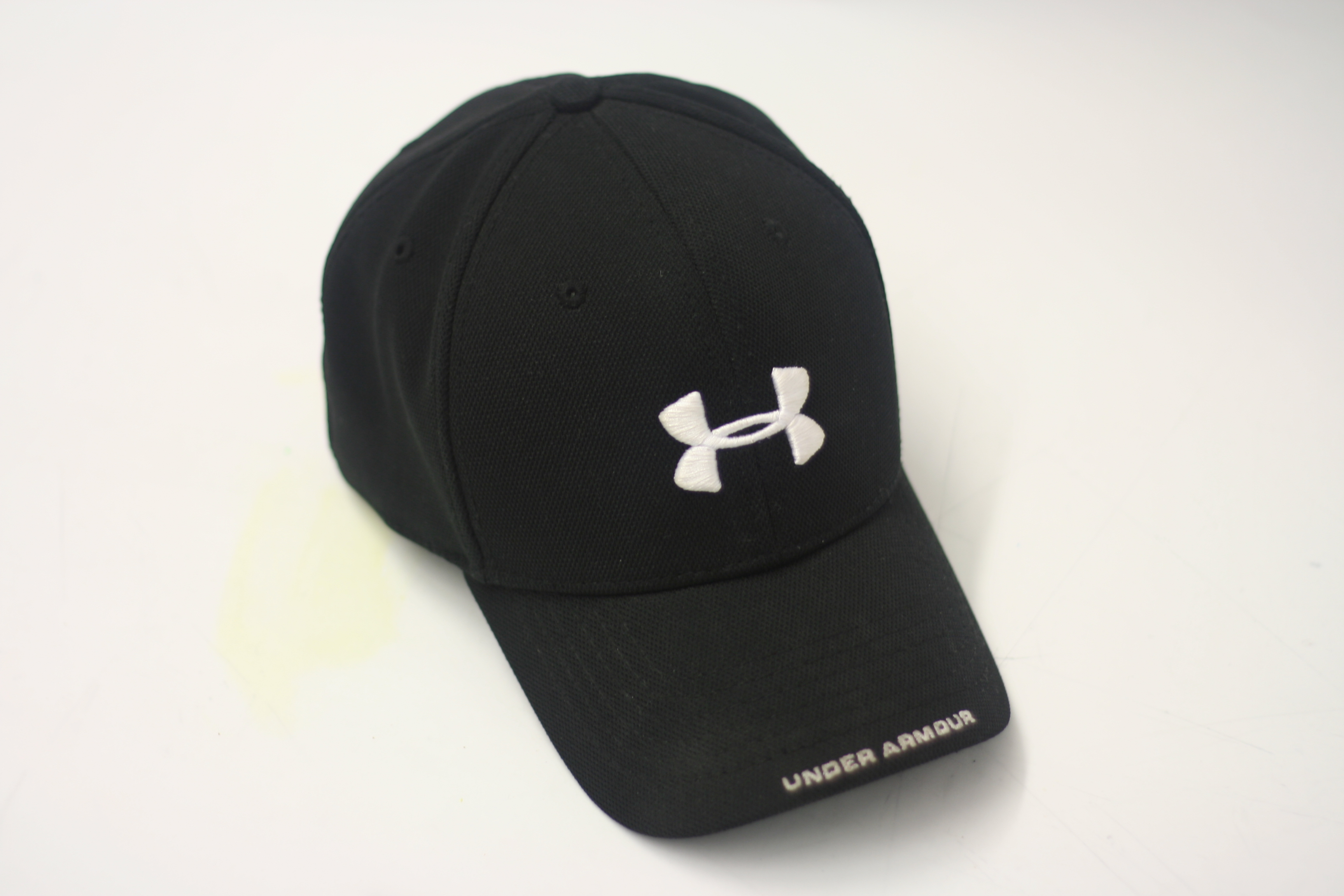
Una gorra de la marca Under Armour

La expansión de las líneas TurfGear, AllseasonGear, and StreetGear de Under Armour, los puso a la vanguardia de la emergente industria de ropa de alto rendimiento. En 2003, Under Armour puso en marcha su línea de productos de rendimiento Gear para mujeres.

### Comunicados recientes
Under Armour anunció una adición a su producto de la línea ColdGear, llamado Infrared, que se abrió a la venta en 2013.  Esta línea es diseñada para diseminar el calor utilizando polvo de cerámica y re-circular el calor por el cuerpo de la persona. Esto fue diseñado de modo que el usuario no soltara su propio calor. Under Armour también había sacado un producto con tecnología de control de olor en 2012 llamada, "Under Armour Scent Control". Esta línea es diseñada de modo que el olor del usuario no pueda ser detectado.

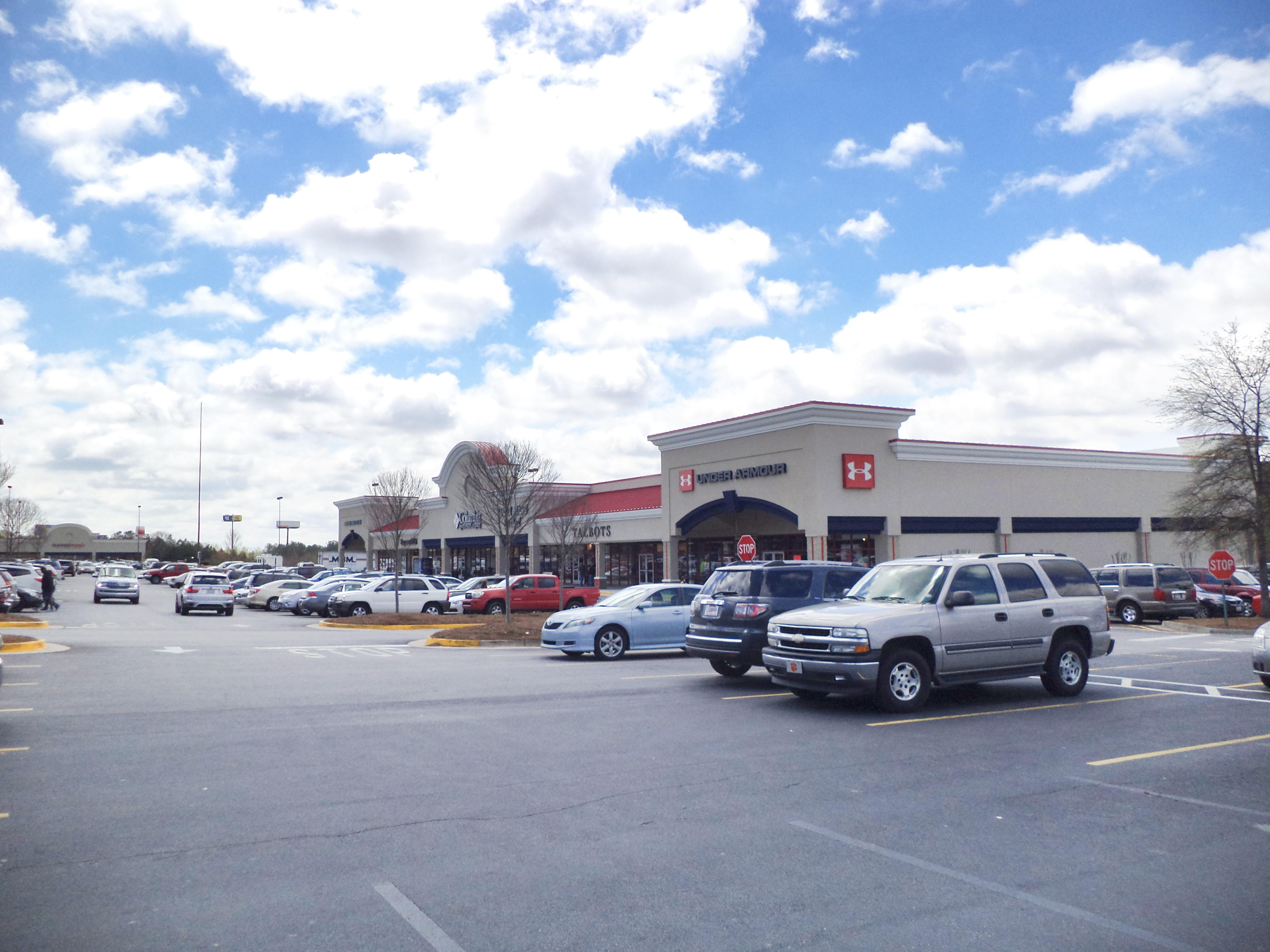
Tienda Under Armour en el condado de Henry, Georgia

Under Armour esta inventando un nuevo tipo de camiseta llamada "Coldblack," que es diseñada para rechazar el calor y mantener a los atletas frescos bajo el sol. Under Armour ha salido con nuevos estilos de uniformes de fútbol. En octubre de 2012, Under Armour creó el proyecto para uniformes de fútbol "The Wounded Warrior". La Universidad de Hawái y la Universidad de Boston usaban los tacos con estrellas y la camisa Americana de rayas. 
La compañía produce los zapatos Speedform en una fábrica en China.  No tienen plantillas ni costuras. Los zapatos son el producto con mayor crecimiento de Under Armour, creciendo un 31% desde 2011 a 239 millones de dólares en ventas en 2012.

### Retiradas por mala calidad
El 29 de abril de 2009, la Comisión de Seguridad de Productos del Consumidor de Estados Unidos anunció un retirada voluntaria de todas las coquillas de Under Armour. Estas coquillas se podían romper en cuanto recibían algún impacto o golpe, suponiendo un alto riesgo de lesiones para los jugadores. Estas coquillas se vendieron desde enero de 2006 hasta marzo de 2009.
También, el 3 de noviembre de 2011, la Comisión de Seguridad de Productos del Consumidor de Estados Unidos anunció un retiro voluntario de todos los protectores de barbilla de Under Armour. Las correas representan un peligro de laceración cuando un jugador hace contacto con el metal de complemento. Se vendieron de enero de 2008 hasta septiembre de 2011.

## Participación en la comunidad

### Under Armour "devuelve"
UA "devuelve" es un esfuerzo de Under Armour para participar en diferentes facetas de la comunidad mundial. Hay diferentes ramas en su organización que se especializan en cada causa que apoya Under Armour. Estas son: UA "Poder en rosa", UA "Libre", UA "Verde" y UA  "Movimiento juvenil".
UA "Poder en rosa" es un programa de Under Armour que promueve que las mujeres hagan ejercicio y tengan aptitudes para luchar contra el cáncer de mama. Este programa empezó en 2002 y la campaña de advertencia nacional incluye a sobrevivientes al cáncer de mama, asociaciones con organizaciones sin fines de lucro. Se tienen juegos por todo el país para el apoyo a secundarias y preparatorias.
UA "Libre", es un programa de Under Armour que apoya los esfuerzos del Wounded Warrior Project, donde la misión es el honor, elevar la conciencia y de ayuda a la gente de la 3.ª edad y miembros del servicio militar. Este programa se inició el día de la Independencia de Estados Unidos de 2010.
UA "Verde" , este programa de Under Armour fue creado para promover los esfuerzos de la organización por mejorar facetas de sus productos del medio ambiente. UA Verde construye tecnología verde dentro de su equipo de rendimiento. Para ayudar a difundir el mensaje del medio natural, UA "verde" creó su línea catalizadora que incluye productos que pueden contener hasta 4 botellas recicladas en cada pieza de ropa.
UA "Movimiento juvenil" es un programa que promueve la actividad física de los jóvenes. UA "Movimiento juvenil"  ha sido responsable de otorgar facilidades a los jóvenes para mantenerse activos. Se han renovado canchas de baloncesto para que los niños jueguen y hagan ejercicio. El Movimiento juvenil de UA ha trabajado en Baltimore y Compton, y ha estado comprometido con la creación de un campo en Baltimore Patterson Park, y un campo con césped en la escuela preparatoria de Notre Dame, dedicado a la memoria de Yeardley Love.

### Asociaciones
Under Armour ha apoyado y participado con las siguientes organizaciones:
- La Fundación Boomer Esiason[21]
- Habitat for Humanity[21]
- La fundación Living Classrooms[22]
- The Ronald McDonald House[21]
- La fundación V[21]
- El proyecto Wounded Warrior[21]

## Convenio con la Universidad de Maryland
Under Armour se hizo cargo del principal uniforme y proveedor de equipo de la Universidad de Maryland en College Park, Maryland. El fundador Kevin Plank se graduó de la escuela en 1996. Ellos dieron a cada equipo deportivo en la universidad uniformes y otros productos, similares a los de la relación que Nike tenía con la Universidad de Oregón donde Phil Knight se graduó. Under Armour dio a conocer una nueva versión del "Maryland Pride", uniforme que podría vestir contra la Universidad de West Virginia en septiembre de 2013.

## En la cultura popular
- Any Given Sunday - Firmó para proveer vestimenta a la película de Oliver Stone. Las escenas clave que dieron a Under Armour, permitieron presentar sus productos de relevancia a la nación deportista. Este producto llevó a Plank a colocarse en un anuncio en la revista de ESPN sacando así provecho para presentarse nacionalmente.[4]
- En la serie mexicana de Netflix, Club de Cuervos; el equipo de fútbol sobre el que se guía la serie, "Los Cuervos de Nuevo Toledo", utilizan una indumentaria con ésta marca. Esto fue hecho para darle realismo a la serie.[24]
- The Challenge (temporadas 15-23).[25]
- The Replacements.[4]